# Compagnie aeree azere
Elenco delle compagnie aeree azere, passeggeri e cargo, attuali e del passato.

## Compagnie aeree attuali
| Compagnia aerea        | IATA | ICAO | Immagine | Indicativo di chiamata | Hub                             | Note |
| ---------------------- | ---- | ---- | -------- | ---------------------- | ------------------------------- | ---- |
| Azal Avia Cargo        |      | AHC  |          | AZALAVIACARGO          | Aeroporto di Baku-Heydər Əliyev |      |
| Azerbaijan Airlines    | J2   | AHY  |          | AZAL                   | Aeroporto di Baku-Heydər Əliyev |      |
| AZALJet                |      |      |          | AZALJET                | Aeroporto di Baku-Heydər Əliyev |      |
| Silk Way Airlines      | ZP   | AZQ  |          | SILK LINE              | Aeroporto di Baku-Heydər Əliyev |      |
| Silk Way West Airlines | 7L   | AZG  |          | SILK WEST              | Aeroporto di Baku-Heydər Əliyev |      |
| SW Business Aviation   |      | ESW  |          | W-BUSINESS             | Aeroporto di Baku-Heydər Əliyev |      |

## Compagnie aeree defunti
- Turan Air
- Imair Airlines